# Cloetta Kexchoklad

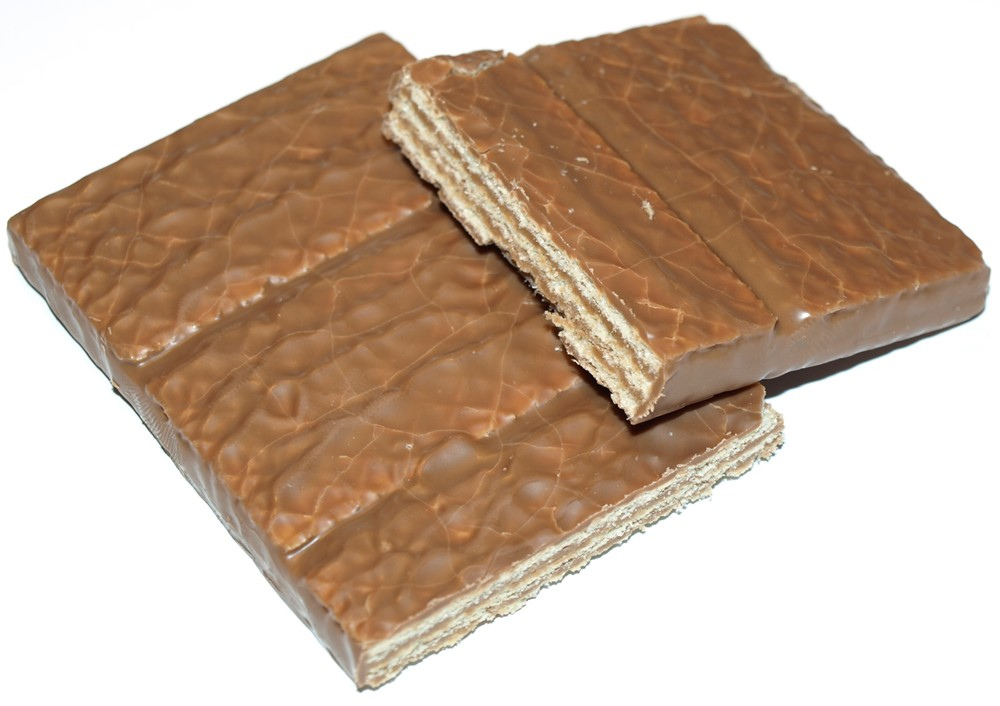
Cloetta Kexchoklad.

Cloetta Kexchoklad är en chokladkaka bestående av rån med chokladfyllning som doppats i mjölkchoklad. Produkten lanserades som Five o' clock 1921 och fick sitt nuvarande namn 1938. All Cloetta Kexchoklad tillverkas i Cloettas fabrik i Ljungsbro utanför Linköping.

## Historia
År 1938 registrerades varumärket "Kexchoklad". 1940 var kexchokladen i smala bitar, liknande Kit Kat, och varje bit bar texten "CLOETTA". Den marknadsfördes som proviant för skidfärden och långpromenaden. Förutom att den fanns i olika storlekar tillkom även smakvarianter från 1940-talet. Under 1970-talet skedde en kraftig försäljningsökning. Förpackningen har förändrats något under åren, men gul-röd färgsättning och kexrutor i bokstäverna "KEX" har följt med sedan 1938.

## Varumärke
1995 förlorade Cloetta rätten till varumärket "Kexchoklad" som ansågs vara alltför allmänt. Sedan Marabou och Göteborgs Kex lanserat produkter under namnet Kexchoklad valde Cloetta år 2000 att gå till domstol för att hävda sin rätt till namnet, men fick avslag. Regeringsrätten valde att inte ta upp målet.

### Slogan
Under 1990-talet lanserades Cloetta Kexchoklads slogan "Go' och glad, kexchoklad" som sedan har stiliserats till "God och Glad".

## Produktsortiment
I samband med en kampanj för alpina VM lanserades hösten 2006 Kexchoklad doppad i mörk choklad. Ungefär samtidigt kom också Kexchoklad Snacks Apelsin. I januari 2011 lanserades Kexchoklad Blåbär samt Hallon. Kexchoklad Vegan lanserades i början av 2021.

## Försäljning och konkurrens
Försäljningen av 60 g-kakan var 2006 ungefär 30 miljoner per år, vilket gjorde den till den mest sålda konfektyrprodukten i Sverige, en placering den haft sedan 1976. Det är företagets enskilt största produkt och 95 procent av försäljningen sker i Sverige (uppgift från 2006).
Cloettas konkurrent Marabou har vid olika tillfällen lanserat liknande produkter, såsom Kexnougat i början av 1980-talet, Kvikk lunsj under 1990-talet, 7 x kex ("kex" skrivet "keX" i marknadsföringen) 2006 och Kex med nougatsmak 2018.